# Namjjog-euro ganda
Namjjog-euro ganda (남쪽으로 간다?; lett. "Andando a sud", noto internazionalmente come Going South) è un mediometraggio sudcoreano, a tematica omosessuale, facente delle trilogia antologia uscita il 15 novembre 2012, composta anche da Baek-ya e Jinan-yeoreum, gapjagi, diretta e seneggiata da Leesong Hee Il.

## Trama
Gi-tae e Jun-young si sono incontrati durante il loro periodo di servizio militare obbligatorio. Jun-young, tornato ormai alla vita civile, sta riportando Gi-tae alla base dopo la sua ultima licenza (sembra che il servizio di Gi-tae sia in procinto di terminare), ma è piuttosto distaccato nei confronti dell'amico. Il rapporto stabilito in precedenza sembra essersi chiaramente deteriorato e Jun-young prega Gi-tae di non mettersi più in contatto con lui. Gi-tae, tuttavia, non è disposto ad ascoltarlo e, approfittando di una sosta, mette del sonnifero nel caffè destinato a Jun-young per poi, non appena il farmaco ha avuto effetto, prendere il suo posto alla guida della vettura per andare verso sud. Quando Jun-young finalmente si risveglia è furibondo ma lo è anche Gi-tae, che accusa il suo ex amico/amante di aver rotto le promesse che gli ha fatto.

## Personaggi e interpreti
- Gi-tae, interpretato da Kim Jae-heung
Militare in servizio innamorato pazzamente di Jun-young.
- Jun-young, interpretato da Chun Shin-hwan
Ex militare in servizio ormai accasato con una fidanzata.